# Drapeau des Palaos
Le drapeau des Palaos représente une lune pleine, jaune doré, légèrement décentrée sur un champ de ciel bleu.
Si ce drapeau est clairement inspiré du drapeau japonais, son choix est inspiré des traditions locales. Plutôt qu'un soleil, les Palaos ont choisi la pleine lune, symbole du meilleur moment pour toutes les activités humaines : la pêche, la coupe des arbres, la semence, la cueillette et les récoltes, le lancement des pirogues et la plupart des fêtes sont souvent faites à l'occasion de la pleine lune. La lune est ressentie comme un symbole de tranquillité, de paix et d'amour. Le fond bleu représenterait le passage d'une occupation étrangère à l'autonomie.
Le drapeau national des Palaos est le résultat d'un concours gagné par M. Blau Skebong en 1979 et adopté par le Parlement (Olbiil Era Kelulau) à travers une loi nationale no 7-6-2 en septembre 1980.

## Construction
La largeur du drapeau doit avoir une proportion de 1,0 à 1,6 par rapport à sa longueur (5:8).
Le diamètre de la lune doit avoir une proportion de 0,6 à 1,0 par rapport à la largeur du drapeau. La distance du côté du drapeau proche du mât au centre de la lune doit avoir une proportion de 0,7 à 1,0 avec la largeur. Les distances entre le haut et le bas du drapeau doivent être égales par rapport au centre de la lune.
| Couleur | ● Bleu     | ● Jaune   |
| ------- | ---------- | --------- |
| HTML    | #4AADD6    | #FFDE00   |
| RVB     | 74,173,214 | 255,222,0 |

Schéma de construction
Drapeau du Japon utilisé entre 1914 et 1944
Drapeau du Territoire sous tutelle des îles du Pacifique utilisé entre 1965 et 1980
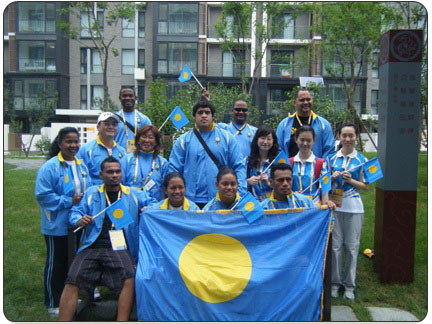
L'équipe des Palaos aux Jeux olympiques en 2008

## Drapeaux des seize États des Palaos

Aimeliik
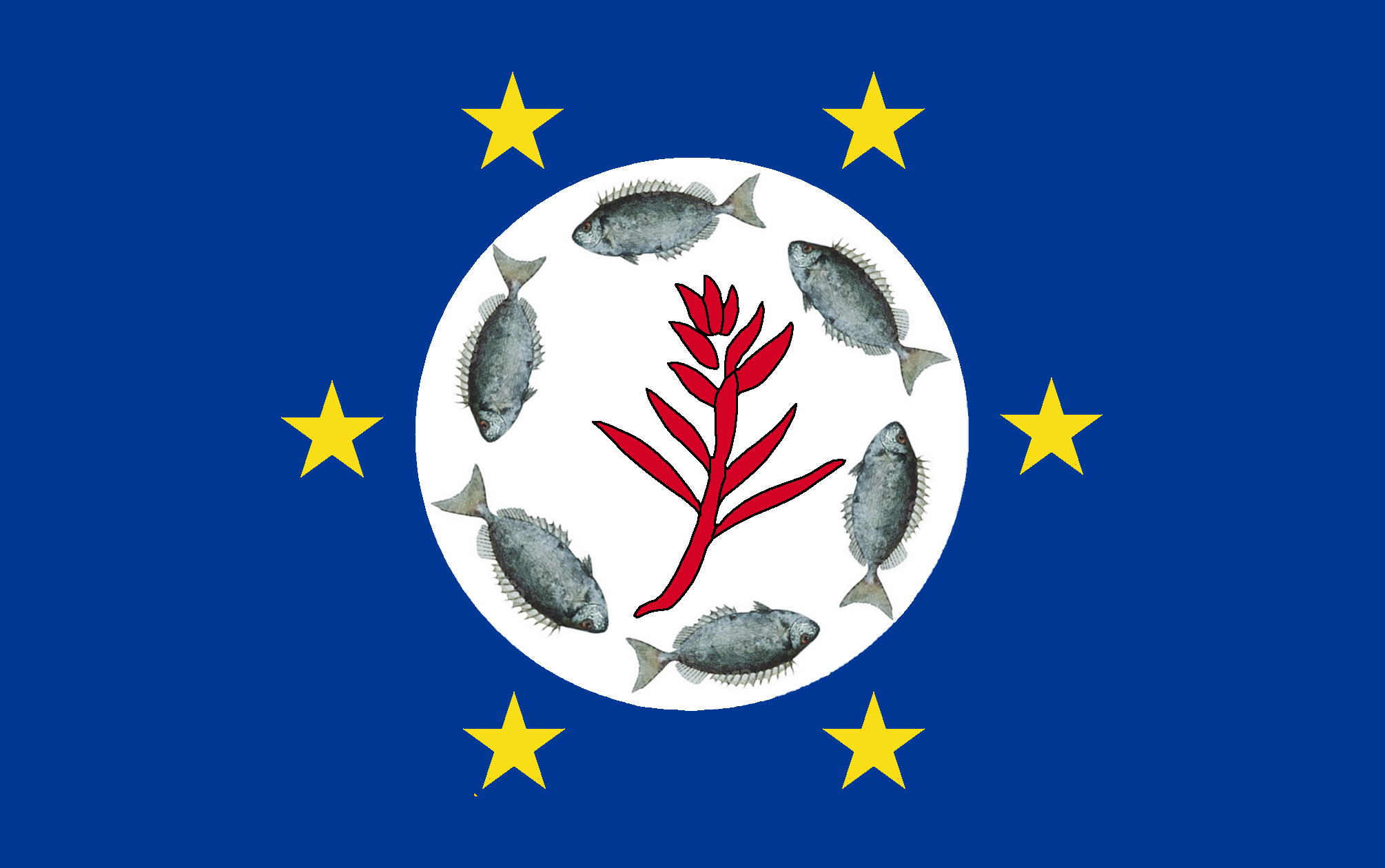
Airai
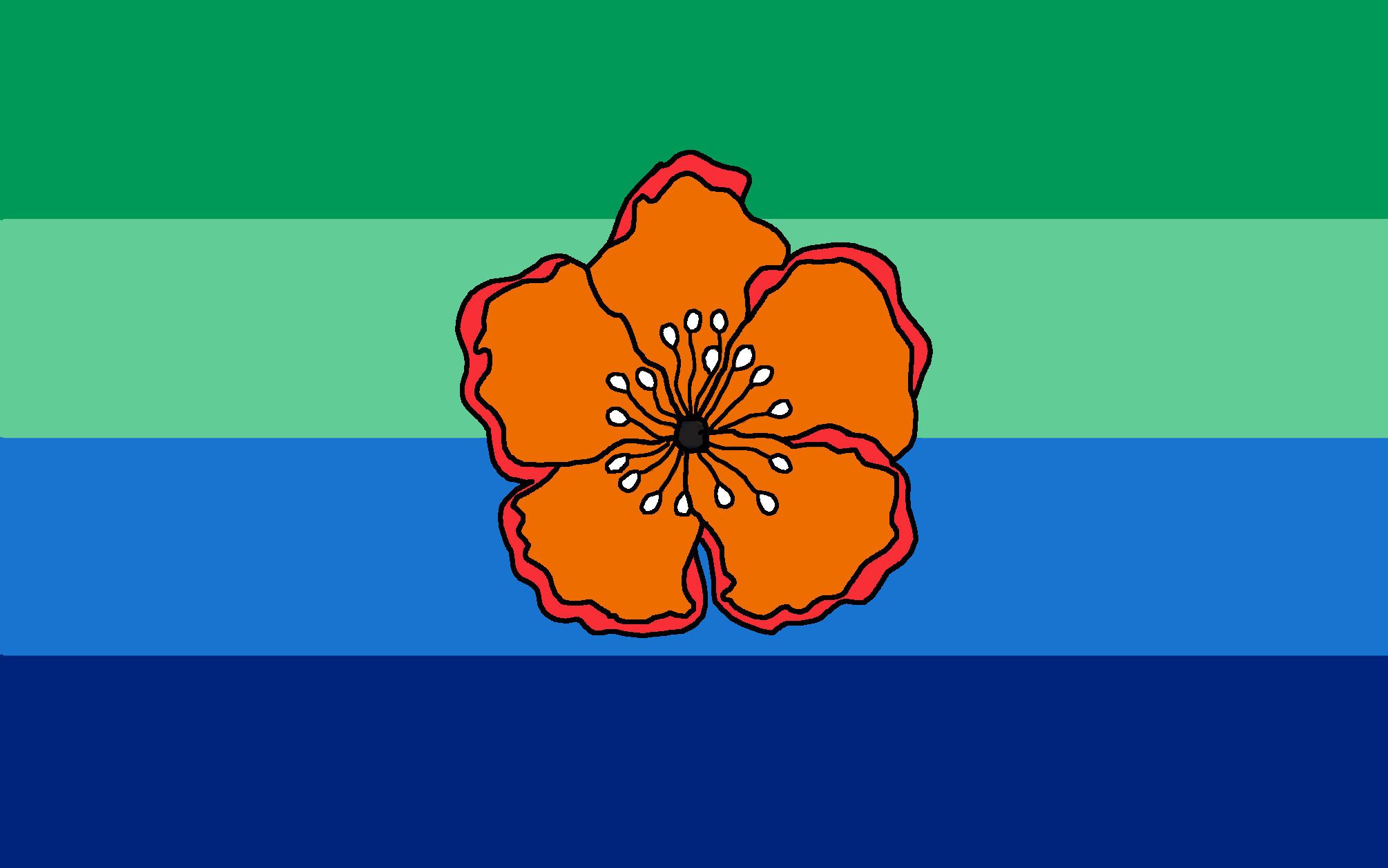
Angaur
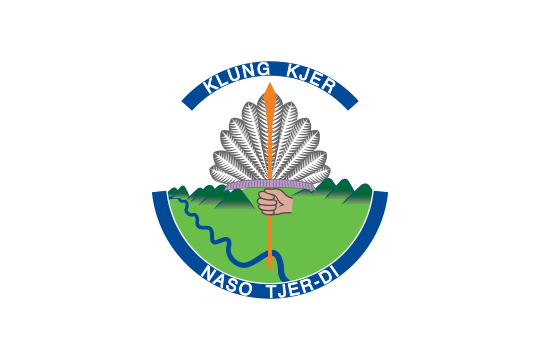
Berakar
Hatohobei
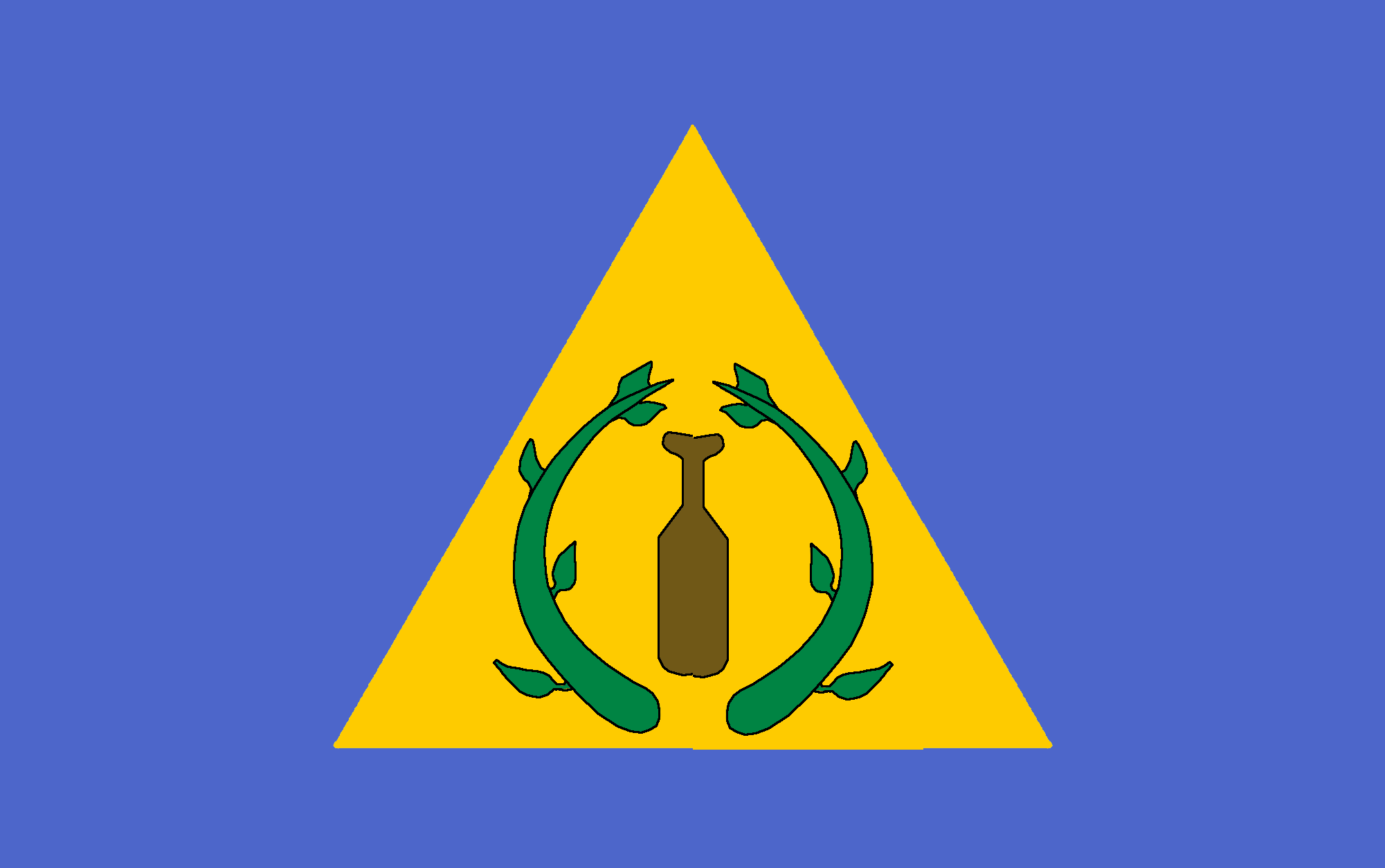
Kayangel
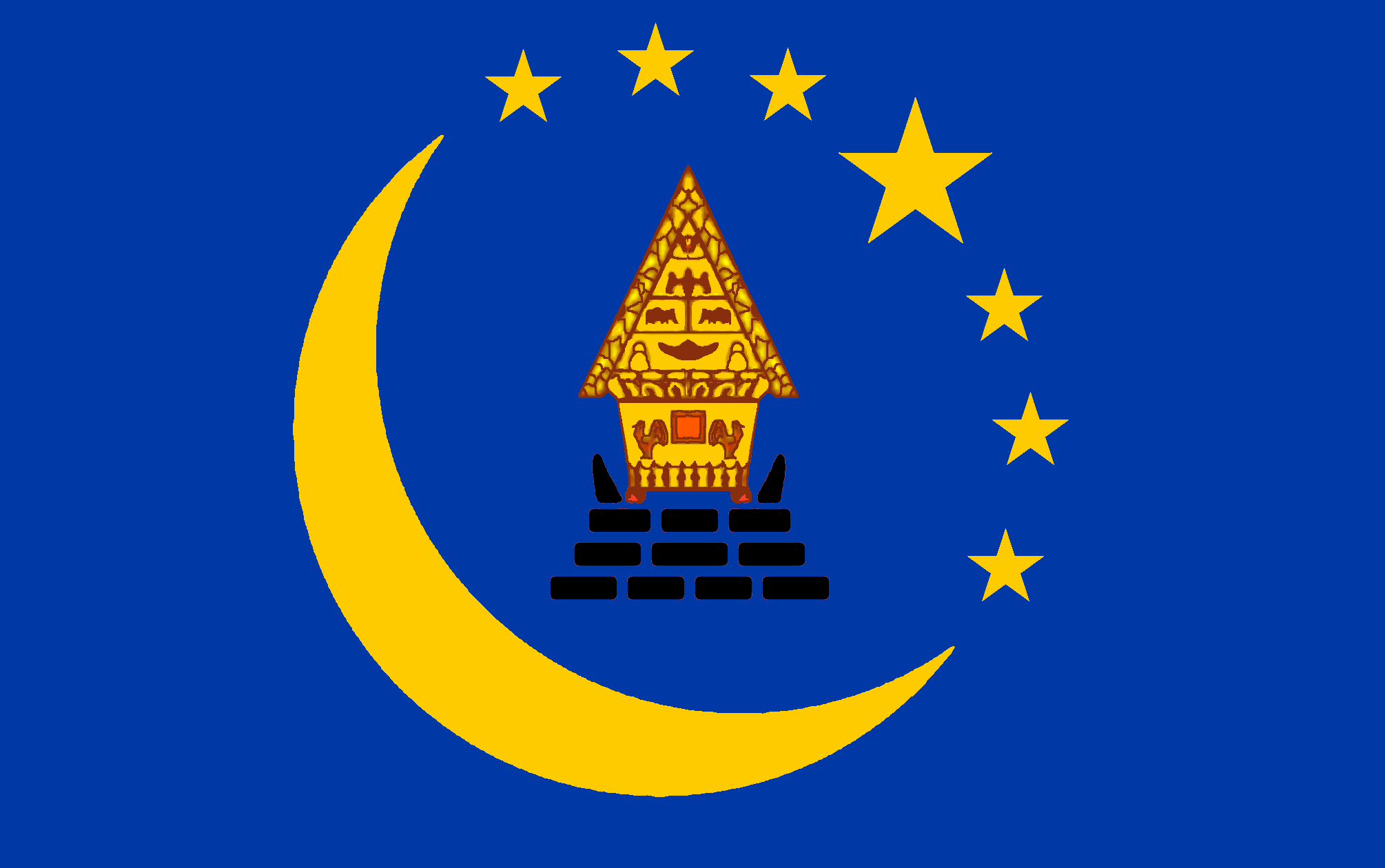
Koror
Melekeok
Ngaraard
Ngarchelong
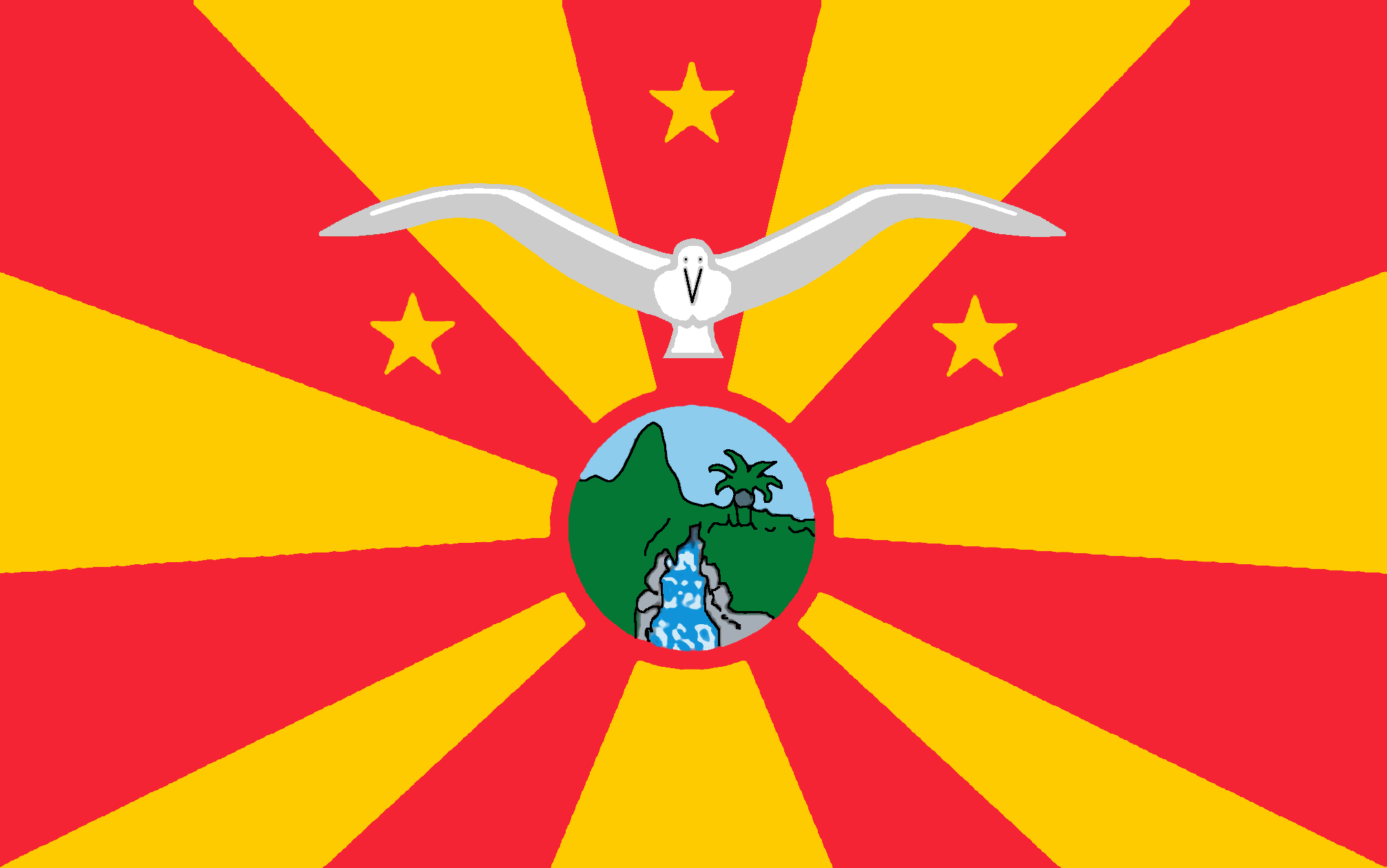
Ngardmau
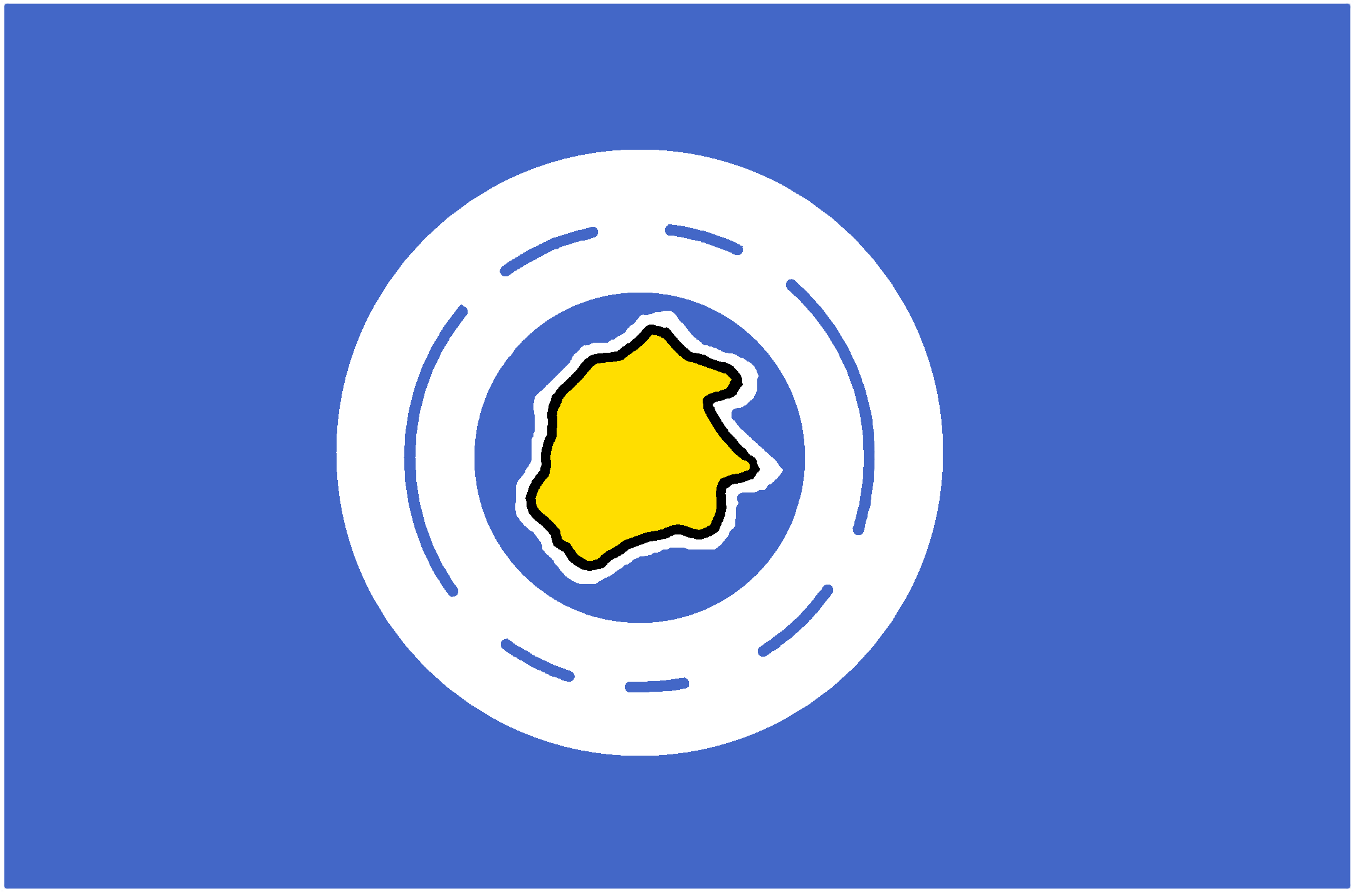
Ngaremlengui
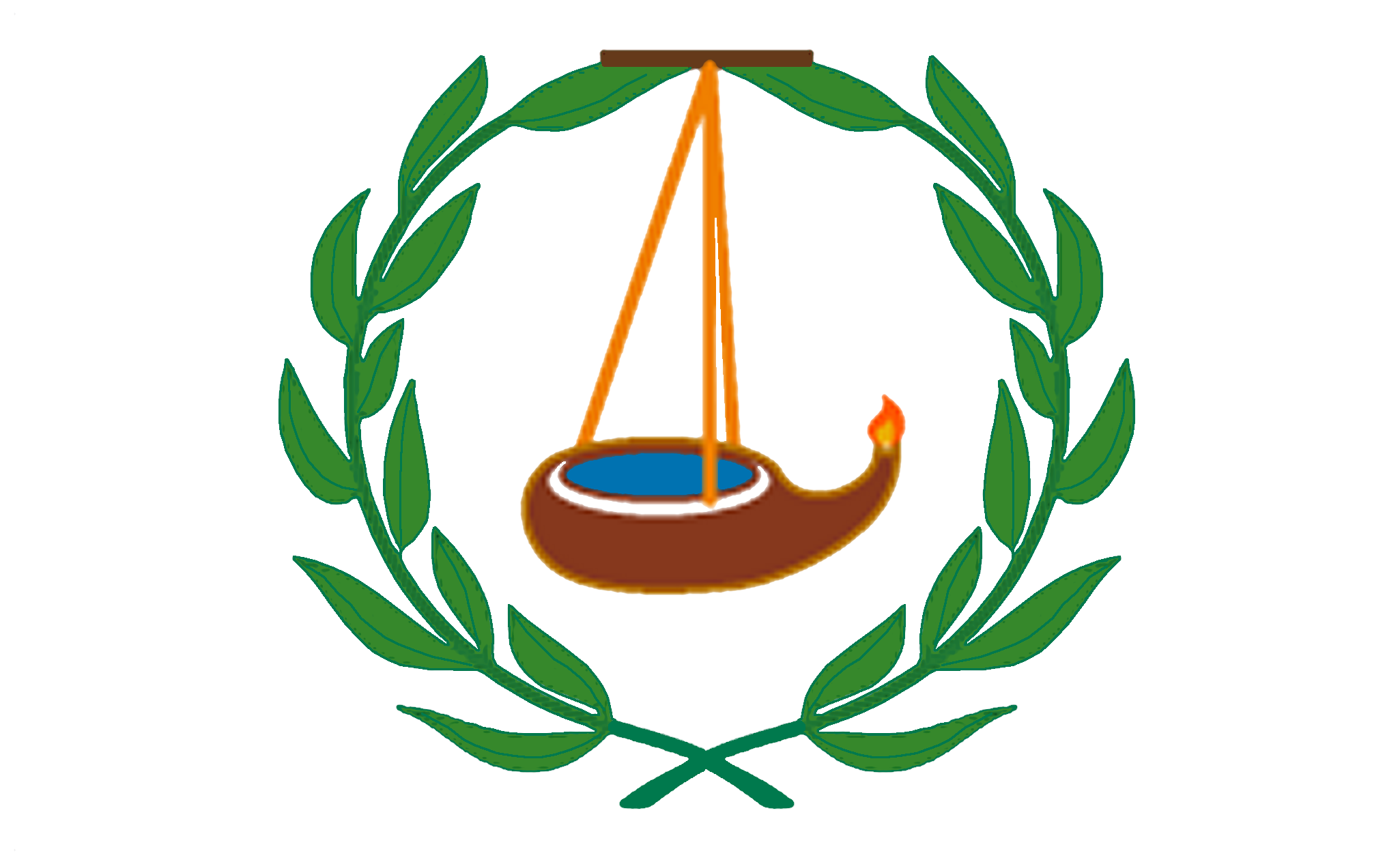
Ngatpang
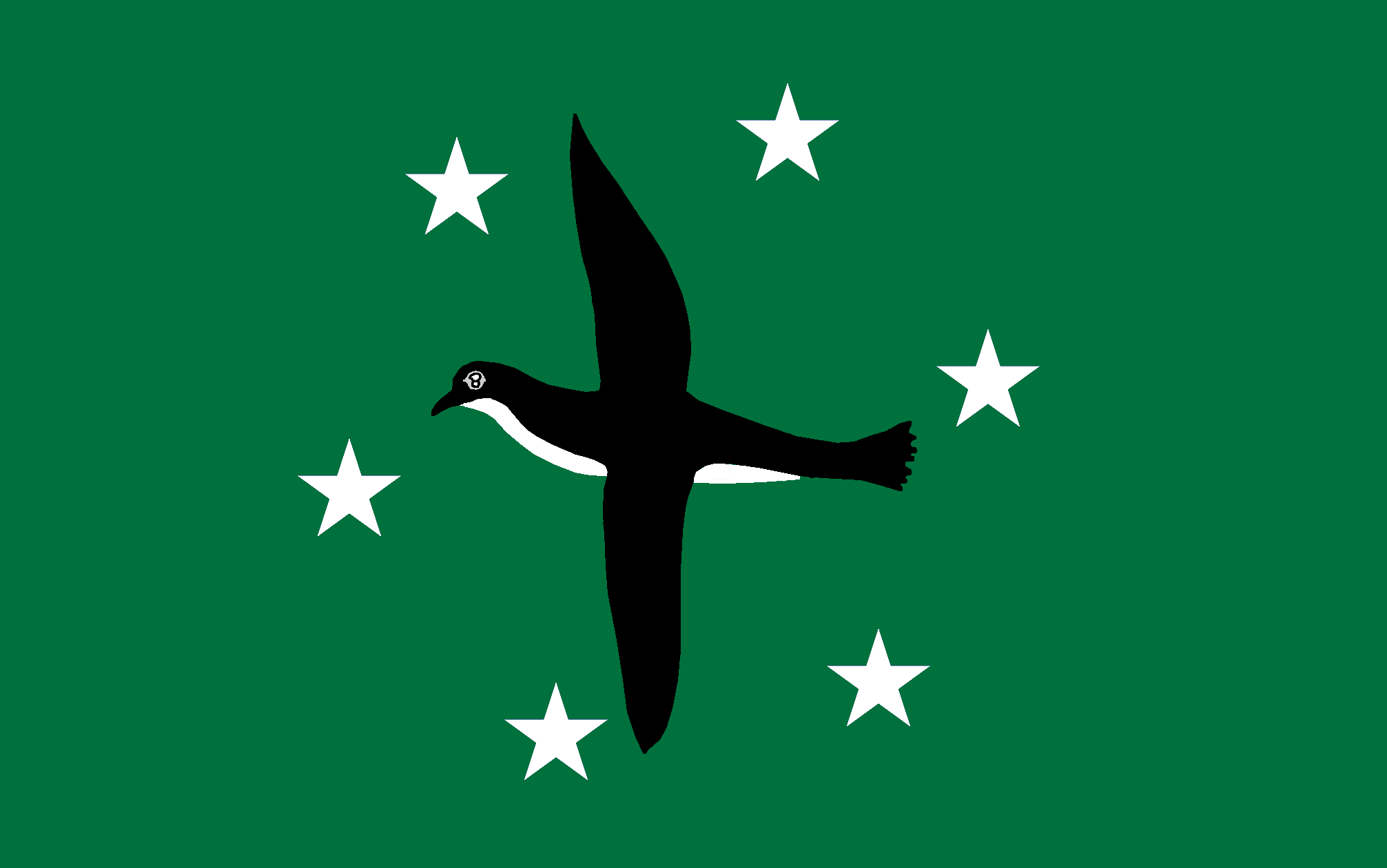
Ngchesar
Ngiwal
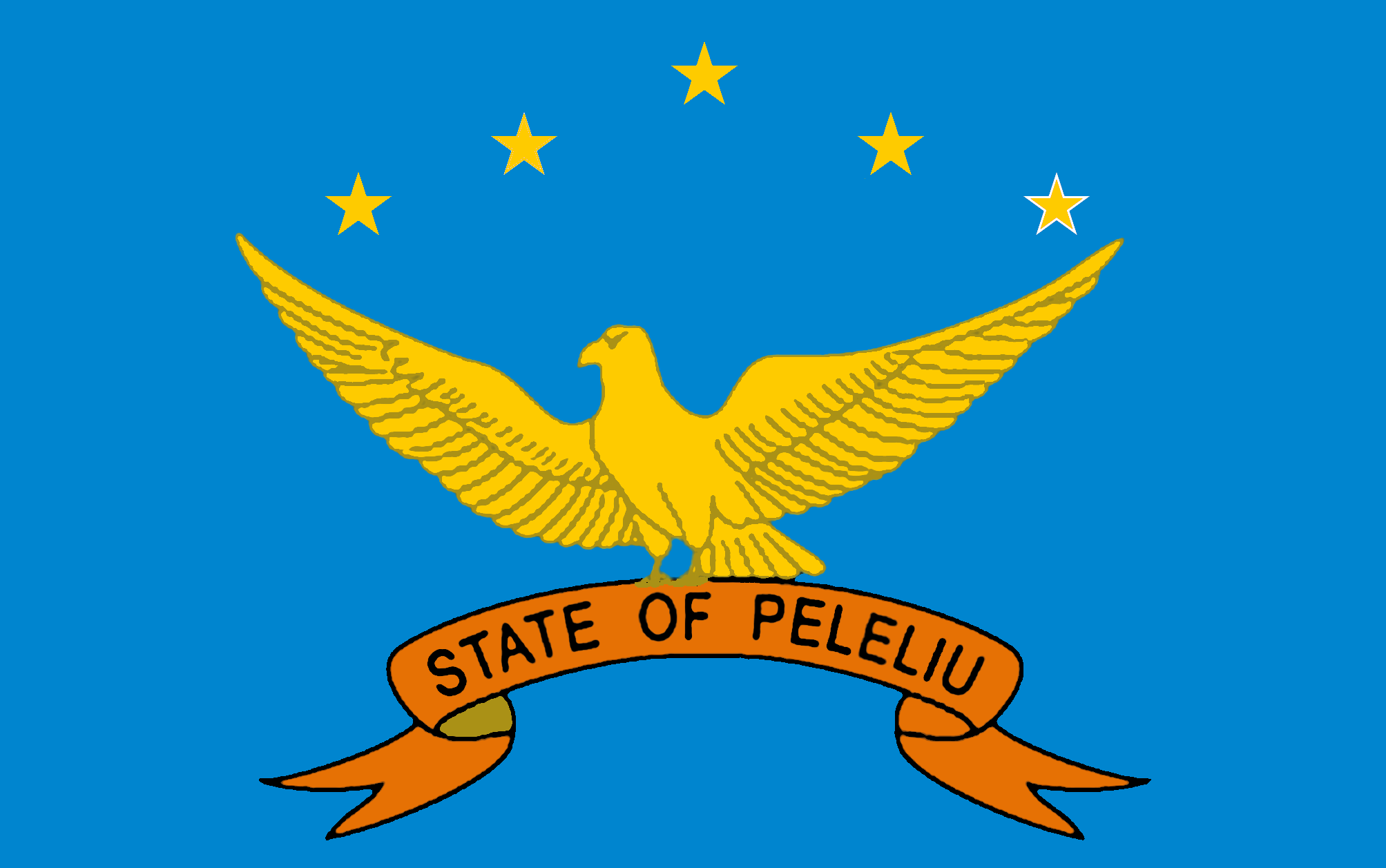
Peleliu
Sonsorol

Ancien drapeau de Ngarchelong : le nombre des communes est passé de sept à huit.